# Jaromír František Hruška

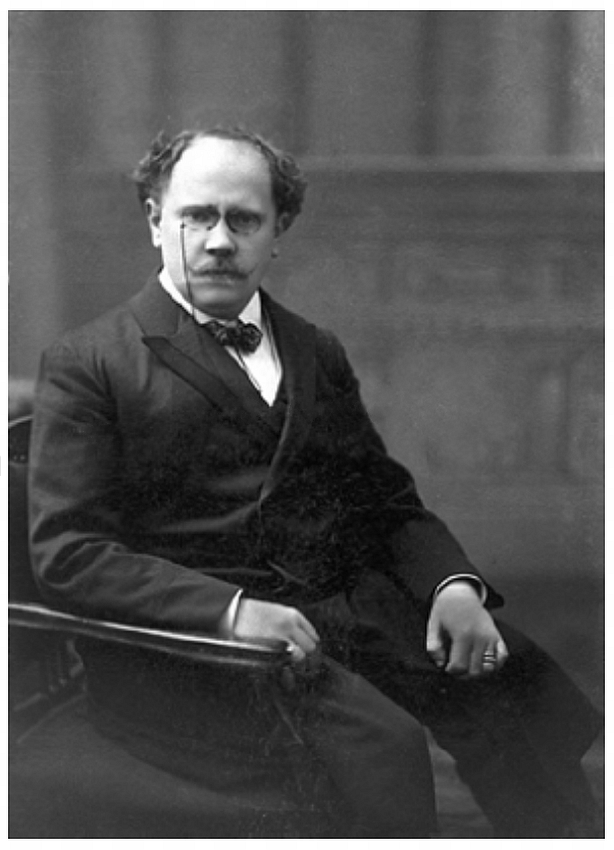
Jaromír František Hruška (kolem roku 1925)

Jaromír František Hruška (15. listopadu 1880 Mladá Boleslav – 24. května 1954 Písek) byl český hudební skladatel, varhaník a dirigent.

## Život
Jaromír František Hruška byl synem českého skladatele, dirigenta a ředitele kůru Františka Hrušky (1847–1889). Hudbě ho učila nejprve jeho starší sestra Marie, klavíristka, poté varhaník Josef Krištof Winter a Cyril Sychra. V letech 1896 až 1900 na Pražské konzervatoři Hruška studoval hru na varhany u Josefa Kličky a Karla Steckera a skladbu u Antonína Dvořáka. Absolvoval Suitou pro smyčcový orchestr, jejíž provedení sám řídil. Po půlročním působení v rodišti (Mladá Boleslav) jako hudební pedagog a sbormistr byl od 1. srpna 1901 varhaníkem a od roku 1919 do konce života ředitelem kůru děkanského kostela Narození Panny Marie v Písku, kde byl také významně činný jako pedagog na tamní hudební škole i v jiných úsecích hudebního života.
Jeho skladby často uváděl písecký Filharmonický spolek Smetana, který ho roku 1923 zvolil čestným členem. V jeho skladatelském odkazu se 116 opusovanými díly je okolo 200 položek. Obsahuje 8 mší (nejúspěšnější byla Mše ku cti sv. Josefa), scénické oratorium Sv. Vojtěch a další 2 oratoria, České requiem, Stabat Mater, řada vánočních a jiných náboženských sborových a písňových skladeb, 6 varhanních fantasií s náboženskými náměty, varhanní koncert a 2 houslové koncerty, symfonické básně Meluzina, Inultus a Zvíkov, několik komorních skladeb, světské sborové a písňové skladby, mezi nimi kantáta České písni, hudba k několika činohrám, 13 koncertních melodramů a také 2 opery: jednoaktovka Pytláci, provedená v Písku roku 1916 a Parnasie, přes pochvalné vyjádření Otakara Ostrčila neprovedená. Hruškovy skladby znějí ušlechtile, ale velmi tradičně a zájem o ně nebyl trvalý. Nevelký počet drobnějších, převážně náboženských skladeb (až na mši ke sv. Josefovi) vyšlo v notové části časopisu Česká hudba a v několika případech jinde. Hruškovi bývají omylem připisovány některé skladby jeho syna Jaromíra Ludvíka Hrušky (1910–1984).